# Città di Hume
La città di Hume è una Local Government Area che si trova nello Stato di Victoria. Essa si estende su una superficie di 503 chilometri quadrati e ha una popolazione di 167.562 abitanti. La sede del consiglio si trova a Broadmeadows.